# Alexander Alexandrowitsch Porochowschtschikow

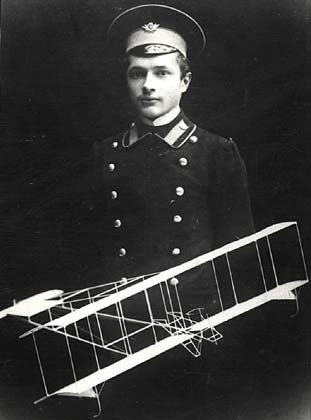
Alexander Porochowschtschikow

Alexander Alexandrowitsch Porochowschtschikow (russisch Александр Александрович Пороховщиков, wiss. Transliteration Aleksandr Aleksandrovič Porochovščikov; * 1892 in Sankt Petersburg; † 1941) war ein sowjetischer Konstrukteur.

## Leben
Porochowschtschikow kam 1908 erstmals mit Flugzeugen in Kontakt. Er entwickelte und baute 1909 ein Segelflugzeugmodell, das im Dezember desselben Jahres in Moskau ausgestellt wurde.

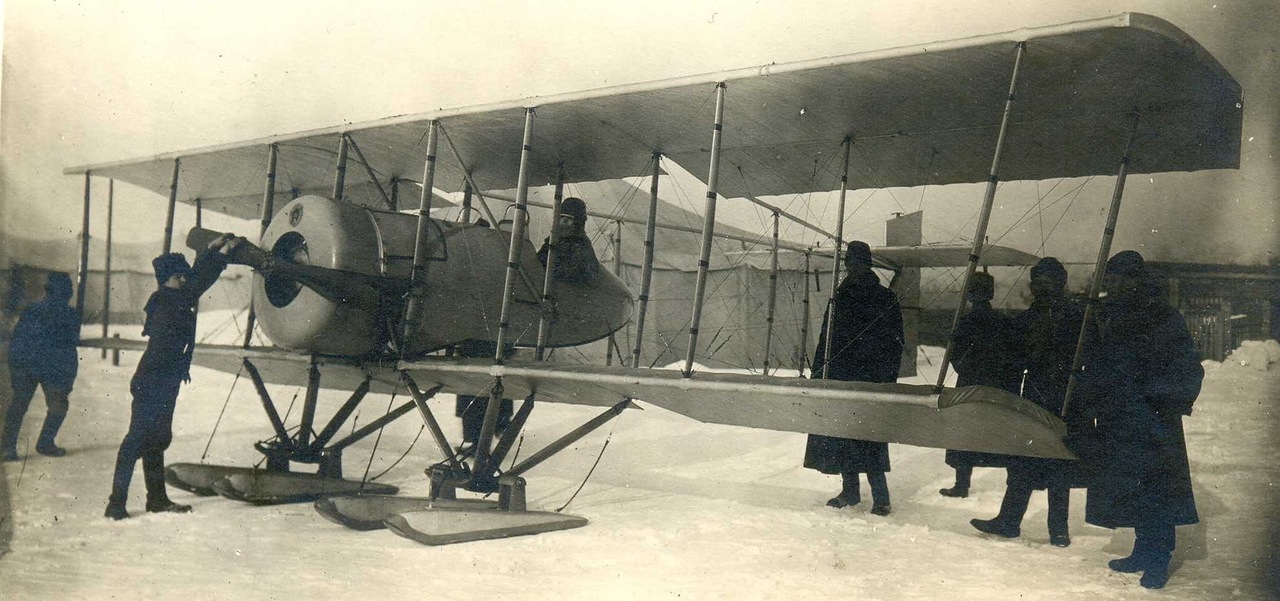
Von Porochowschtschikow konstruierter Doppeldecker

Nikolai Jegorowitsch Schukowski wurde auf das Modell und den Erbauer aufmerksam, nachdem das Modell erfolgreich einige Probeflüge durchgeführt hat. Juli Alexandrowitsch Meller, der Besitzer der Dux-Werke, erklärte sich bereit, einen Prototyp eines Flugzeuges auf Basis des Modelles zu fertigen. Letztlich scheiterte das Vorhaben daran, dass kein geeignetes Triebwerk vorhanden war.
Porochowschtschikow baute daraufhin 1911 sein erstes Flugzeug unter eigener Regie. Während des Ersten Weltkriegs arbeitete er mit seiner kleinen Werkstatt für das Militär. Nach dem Krieg und der Oktoberrevolution entwickelte er in den Jahren 1917 bis 1923 fünf weitere Muster, von denen einige in Serie gebaut wurden.
Porochowschtschikow entwarf auch das erste gepanzerte Fahrzeug in Russland. Dieses einsitzige bewaffnete Fahrzeug besaß jedoch nur eine Kette. Die Armee zeigte kein Interesse daran.
1941 wurde Porochowschtschikow verhaftet, wegen angeblicher Spionage vor Gericht gestellt und im gleichen Jahr hingerichtet.